# Paula Carvalho
Paula Gonçalves Carvalho (Rio de Janeiro, 9 de abril de 1965) é uma ex-competidora de nado sincronizado brasileira. Foi responsável pela primeira participação do Brasil nessa modalidade em uma edição de Jogos Olímpicos.

## Biografia
Começou a sua carreira competindo nas piscinas do Fluminense Football Club. Ainda na infância, chegou a jogar voleibol na escola.
Esteve presente no Campeonato Mundial de Esportes Aquáticos de 1982, em Guayaquil, no Equador. Terminou em décimo lugar na disputa por equipes.
Esteve presente nos Jogos Pan-Americanos de 1983, em Caracas, e na edição de 1987, em Indianápolis.
Conseguiu a classificação para os Jogos Olímpicos de Verão de 1984, em Los Angeles. Ficou em 13º lugar no solo e  em 11º lugar no dueto, competindo com sua irmã, Tessa Carvalho.
No Campeonato Mundial de Esportes Aquáticos de 1986, na Espanha, teve como melhor posição o 12º lugar na disputa por equipes.
Voltou a estar presente em uma Olimpíada nos Jogos de 1988, em Seul, na Coreia do Sul. Terminou em 15º lugar na disputa individual.